# Zoe Bonafonte

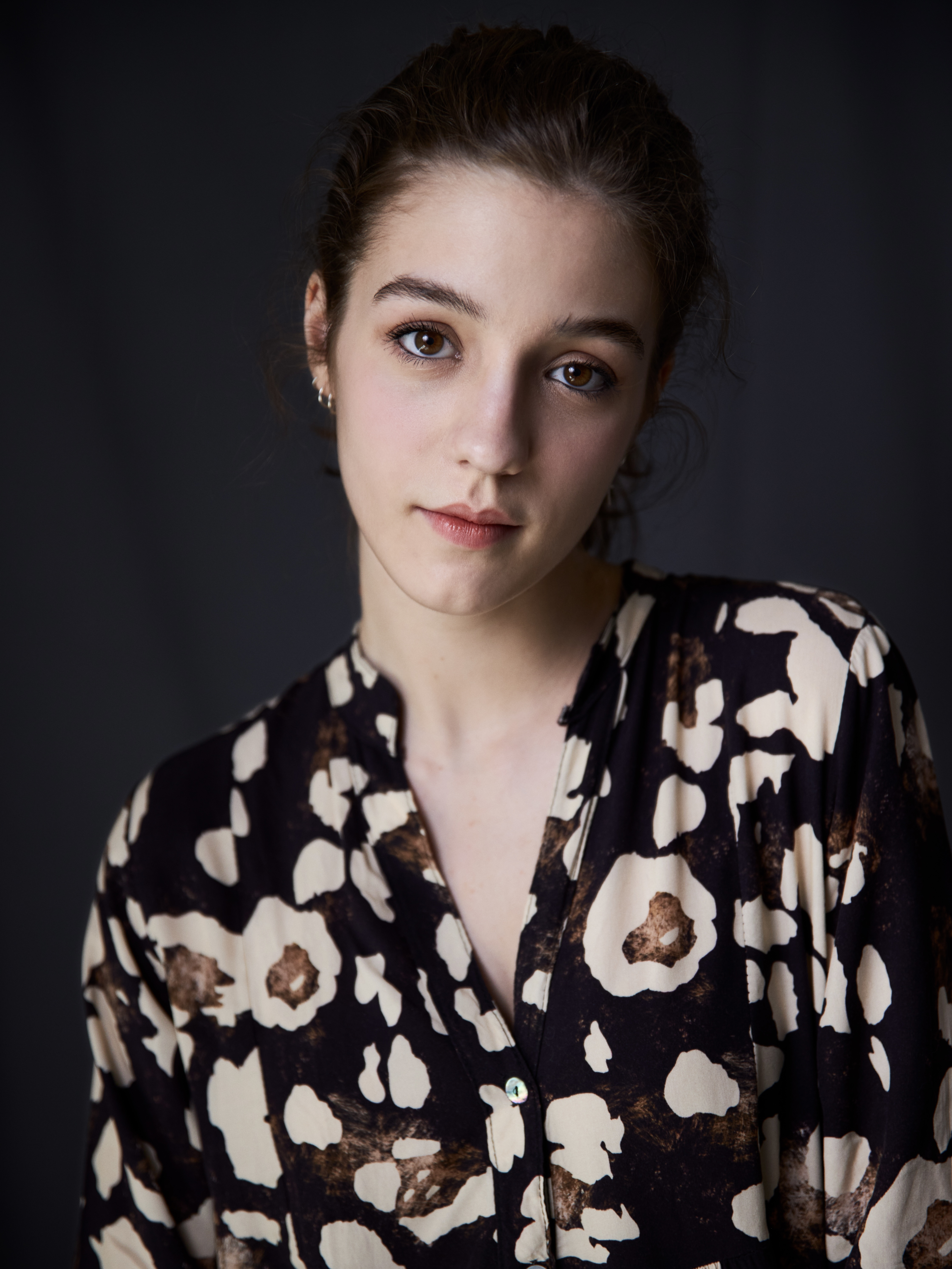
Zoe Bonafonte

Zoe Bonafonte (* 2004 in Barcelona) ist eine spanische Schauspielerin.

## Leben und Karriere
Bonafonte wurde in Barcelona geboren. Im Alter von 15 Jahren zog sie nach Madrid. Ihr Debüt gab sie 2022 in der Serie Amar es para siempre. Anschließend war sie 2023 in El Escándalo, Relato de una obsesión zu sehen. 2024 bekam sie in dem Film El 47 eine Hauptrolle. Für ihre Rolle wurde sie als Beste Nachwuchsdarstellerin nominiert. Unter anderem wurde sie 2025 für den Film El Secreto del Orfebre gecastet.

## Filmografie
Filme
- 2024: El 47
- 2025: El secreto del orfebre d'Olga Osorio

Serien
- 2022: Amar es para siempre
- 2023: Escándalo. Relato de una obsesión
- 2025: Handbuch einer Anstandsdame (Manual para señoritas)